# Adelchi Bianchi
Adelchi Bianchi, né à Rome en 1918 où il est décédé en 1968, est un réalisateur et scénariste italien.

## Biographie
Adelchi Bianchi a commencé comme directeur de la photographie dans quelques courts-métrages des années 1940 et 1950, souvent pour Edmondo Cancellieri. Entre 1951 et 1968 il réalise lui-même quatre films, et meurt peu après avoir terminé le tournage de son dernier film,.

## Filmographie

### Réalisateur
- 1952 : Beautés à Capri (Bellezze a Capri), co-réalisé avec Luigi Capuano
- 1967 : Buckaroo ne pardonne pas (Buckaroo (Il winchester che non perdona))

### Réalisateur et scénariste
- 1953 : Amanti del passato
- 1959 : Un seul survivra (Vite perdute), co-réalisé avec Roberto Mauri